# Bőhm Kornél
Bőhm Kornél (1977.10.23. - ) magyar kommunikációs szakember és tanácsadó, aki jelentős szerepet játszik a modern kommunikációs stratégiák kialakításában és alkalmazásában Magyarországon.

Szakterülete a kríziskommunikáció, hírnévmenedzsment, személyes márkaépítés és a reputációvédelem.
Karrierje során számos vállalatnak és szervezetnek segített hatékonyabbá tenni kommunikációs folyamatait.[pontosabban?]

## Élete és pályafutása

#### Tanulmányok
Bőhm Kornél Magyarországon született, és már fiatal korában érdeklődött a kommunikáció és a média világa iránt. Egyetemi tanulmányait a Budapesti Gazdaságtudományi Egyetemen, a Pécsi Tudományegyetem Közgazdaságtudományi szakán, valamint a Corvinus Közgazdaságtudományi Egyetemen végezte.[pontosabban?]

#### Karrier és szakmai tevékenység
Diplomája megszerzése után Bőhm Kornél több neves magyar és nemzetközi cégnél is dolgozott kommunikációs szakemberként.[pontosabban?] Szakterületei közé tartozik a vállalati kommunikáció, a kríziskommunikáció, a PR és a média kapcsolatok kezelése. Munkája során számos vállalat kommunikációs stratégiájának kidolgozásában és megvalósításában vett részt, jelentős sikereket érve el. A Magyar Public Relations Szövetség Kríziskommunikációs tagozatának alapítója és volt elnöke, a Jogi és Etikai Bizottság volt tagja.

#### Tanácsadói munka
Bőhm Kornél később[mikor?] saját kommunikációs tanácsadó céget alapított, amelyen keresztül számos hazai és nemzetközi vállalatnak nyújtott szakértői támogatást.[pontosabban?] Tanácsadói munkájában nagy hangsúlyt fektet az integrált kommunikációs megoldásokra, amelyek segítenek a cégeknek hatékonyan elérni célcsoportjaikat és kezelni a különböző kommunikációs kihívásokat.

### Oktatási és szakmai közreműködés

https://hvgkonyvek.hu/konyv/-sem-megerositeni-sem-cafolni-

[https://hvgkonyvek.hu/konyv/karaktergyilkossag

Bőhm Kornél aktívan részt vesz a szakmai közösség életében is. Rendszeresen tart előadásokat és workshopokat egyetemeken és szakmai konferenciákon. Emellett számos publikációja jelent meg szakmai folyóiratokban és könyvekben. Könyvei: Sem megerősíteni, sem cáfolni…, (2018), Karaktergyilkosság – Lejáratás a gúnynévtől az álhírig (2021).

### Díjak és elismerések
Munkásságáért és szakmai hozzájárulásáért több díjat és elismerést is kapott, amelyeket a kommunikációs szakma legmagasabb szintű[pontosabban?] kitüntetései közé sorolnak, mint például „az Év PR szakembere” (PR Excellence Award, 2022).